# ふるさと行きの乗車券
ふるさと行きの乗車券（ふるさとゆきのじょうしゃけん）は東日本旅客鉄道（JR東日本）が発売していた特別企画乗車券（トクトクきっぷ）である。

## 概要
年末年始に首都圏から東日本各地へ帰省する乗客を目的とした往復の乗車券。2009年に初めて発売された。2011年には「東北応援パス」および「ふるさと行きの乗車券」の告知宣伝として、JR東日本若手社員による秋田弁・山形弁（庄内弁）・津軽弁の案内放送など様々な企画が行なわれた。
なお、都心が郷里の地方在住者向け（本乗車券と逆の設定）の乗車券は発売されていない。これには、新聞に不満の投書が寄せられていた。
本乗車券が登場した背景として、いわゆる「1000円高速」の影響があると見られる。
2013年度以降はこの乗車券は発売されていない。

## きっぷの効力

### 各年共通
- 出発地から到着地までは指定経路の普通・快速列車の普通車自由席が利用可能。
- 別に特急券などを購入すると、新幹線を含む特急列車にも乗車できる。
- 有効期間は7日間。
- 購入・使用開始日の変更は12月20日までで、それ以降の購入や変更などは一切できない。払い戻しは可能。
- ゆき券は着エリアで最初に降りる駅まで有効。
- ゆき券では着エリアに至るまで、かえり券では発エリアに至るまで途中下車ができない。

### 2009年度版[3]
- 発エリアは東京都区内と東北本線大宮 - 川口、大宮 - 戸田公園間の2種類。
- 着エリアは「秋田・青森エリア」、「岩手・三陸エリア」、「宮城・山形エリア」、「郡山・磐越エリア」、「新潟・庄内エリア」、「十日町・浦佐エリア」、「長野エリア」がある。「十日町・浦佐エリア」と「長野エリア」は大宮地区発のものは設定されていなかった。
- すべてのエリアにおいて学生割引が設定されている。
- ゆき券の券面には着エリアの図が表示されているが、乗り降り自由区間ではない。よって、着エリア内で最初に下車した場合をもって、乗車券は無効となる。

### 2010年度版[4]
- 発エリアは東京の電車特定区間全駅である。
- 着エリアは「秋田・青森エリア」、「岩手・三陸エリア」、「宮城・山形エリア」、「郡山・磐越エリア」、「庄内エリア」、「新潟エリア」、「十日町・浦佐エリア」、「長野エリア」があるが、前年と比べてエリアに若干の変更があった他、「新潟・庄内エリア」は「新潟エリア」と「庄内エリア」に分離された。
- 着エリアの図はかえり券に表示されるようになり、かえり券を用いて着エリア内の普通・快速列車の普通車自由席、また料金券と併用して特急・新幹線が乗り降り自由となった。
- すべてのエリアにおいて学生割引の設定はない。

### 2011年度版[5]・2012年度版[6]
- 2010年度版と同様。

## 外部サイト
- JR東日本 おトクなきっぷ
- JR東日本 お正月は列車でふるさとへ